# Voltaire (muzyk)
Voltaire, właściwie Aurelio Voltaire Hernández (ur. 25 stycznia 1967 w Hawanie) – amerykański muzyk, pisarz, designer oraz twórca komiksów i filmów animowanych pochodzenia kubańskiego.
Pracuje również jako nauczyciel w School of Visual Arts w Nowym Jorku.

## Imię
W przeszłości Voltaire pytany o imię unikał odpowiedzi lub twierdził, że Voltaire to jego prawdziwe pierwsze imię. Według dokumentów School of Visual Arts, jego prawdziwe imię i nazwisko to Aurelio Voltaire Hernández. W książeczce do albumu Ooky Spooky z 2007 roku Voltaire podpisał wokal i gitarę akustyczną właśnie w ten sposób, potwierdzając, że w istocie jest to jego prawdziwe nazwisko. Od tamtej pory podpisuje się jako Aurelio Voltaire.
Voltaire twierdzi, że wybrał swoje drugie imię na pseudonim sceniczny, ponieważ jego imiennik „widział hipokryzję ludzi i komentował ją przez satyrę. W istocie potrafił uczyć ludzi o otaczającym ich świecie, wywołując u nich śmiech”.

## Młodość
Aurelio Voltaire urodził się w Hawanie na Kubie, skąd jako dziecko wyemigrował wraz z rodzicami do USA i zamieszkał w New Jersey. W wieku dziesięciu lat, zainspirowany filmami Raya Harryhausena zaczął tworzyć animacje kukiełkowe. W wieku 17 lat przeniósł się do Nowego Jorku, gdzie dostał pierwszą pracę jako animator.

## Kariera muzyczna
Karierę muzyczną Voltaire rozpoczął w szkole średniej. Grał wtedy w zespole First Degree. Po ukończeniu szkoły i opuszczeniu zespołu, Voltaire założył kolejny, sygnowany własnym pseudonimem. W 1998 roku zespół wydał pierwszy album, zatytułowany The Devil’s Bris.
W 2001 roku Voltaire napisał i zaśpiewał utwór Brains! do odcinka Little Rock of Horrors (w Polsce jako Kamyk na nieszczęście) serialu Mroczne przygody Billy’ego i Mandy. Utwór ten stał się jednym z jego największych przebojów. W 2007 roku napisał i zaśpiewał utwór Land of the Dead, wykorzystany w czołówce filmu Billy i Mandy i zemsta Boogeymana.
Jako swoje inspiracje muzyczne Voltaire wymienia takich twórców i zespoły jak Rasputina, Morrissey, Tom Waits, Cab Calloway, Danny Elfman, Bauhaus i The Cure.

### Członkowie zespołu
Zespół towarzyszy Voltaire'owi podczas nagrywania płyt i okazjonalnie na koncertach.
- Voltaire - wokal, gitara
- Gregor Kitzis - skrzypce
- Matthew Goeke - wiolonczela
- Kiku Collins - trąbka, klarnet
- George Grant - gitara basowa
- Glenn Sorino - perkusja
- Stephen Moses - perkusja
- Grisha Alexiev - perkusja

## Praca dla telewizji
W 1988 roku Voltaire otrzymał pierwszą pracę w roli reżysera. Stworzył wtedy dla MTV station ID w stylu Hieronima Boscha. Animacje poklatkowe inspirowane Ogrodem ziemskich rozkoszy wygrały kilka nagród, w tym Broadcast Design Award. Stworzył też station ID dla stacji takich jak Cartoon Network i Sci-Fi Channel.
Aurelio Voltaire stworzył cztery krótkie filmy animowane: Transrexia (1993), Rakthavira (1994), X-Mess Detritus (2008) i Transrexia II (2009). Jego 14-odcinkową animację zatytułowaną Chi-Chian można było obejrzeć na stronie internetowej kanału telewizyjnego SyFy. Serial ten powstał w oparciu o komiks o tym samym tytule.
Ponadto na zamówienie Cartoon Network napisał dwie piosenki do serialu Mroczne przygody Billy’ego i Mandy i filmu Billy i Mandy i zemsta Boogeymana.

## Twórczość literacka i designerska
Po ukazaniu się dwóch numerów komiksu Chi-Chian, Voltaire przekonał swojego wydawcę, Sirius Entertainment do publikacji swojego drugiego komiksu, Oh My Goth!. W sumie ukazało się sześć numerów Chi-Chan i cztery numery Oh My Goth!, zebrane później w jeden komiks. Voltaire stworzył również sequel Oh My Goth! zatytułowany Oh My Goth! Humans Suck!. Trzecia seria komiksowa Voltaire’a to wydawany w latach 2004–2007 Deady.
W związku z Deadym w 2004 roku Voltaire stworzył 2-calowy breloczek z głównym bohaterem komiksu dla firmy Toy2R. Został on dopuszczony do sprzedaży na konwencie Comic Con w San Diego i na tym samym konwencie wyprzedany. Po tym sukcesie do sprzedaży trafiła 8-calowa figurka Deady'ego.
Voltaire napisał również dwie książki: What Is Goth?, opis subkultury gotów oraz Paint It Black, podręcznik gotyckiej dekoracji wnętrz.

## Adventure Quest Worlds
Voltaire dwukrotnie pojawił się w grze MMO Adventure Quest Worlds. Za pierwszym razem pojawił się tam w pierwszy piątek 13. po uruchomieniu gry. Jego animowany awatar dawał wtedy graczom zadanie odnalezienia przeklętej gitary. Za drugim razem, również w piątek 13., w listopadzie 2009, Voltaire zagrał koncert w głównym mieście w grze, wykonując przerobione wersje piosenek z płyty To the Bottom of the Sea oraz dawał zadanie odnalezienia przeklętego kapelusza. Podczas obu zadań w tle słychać było specjalnie przerobione wersje jego piosenek.

## Życie prywatne
W 1997 roku Voltaire'owi urodził się syn, Mars. 1 października 2009 w Nowym Jorku Voltaire wziął ślub ze swoją narzeczoną Jayme, z którą rozstał się we wrześniu 2013 roku.

### Komiksy
- 1997: Chi-Chian
- 2002: Oh My Goth! Version 2.0
- 2003: Oh My Goth! Presents the Girlz of Goth!
- 2004: Deady: The Malevolent Teddy
- 2004: Deady: The Terrible Teddy
- 2005: Deady: The Evil Teddy
- 2006: The Book of Deady (wydanie zbiorcze wcześniejszych komiksów z serii o Deadym, poszerzone o historie stworzone m.in. przez Neila Gaimana, Clive’a Barkera i Jamesa O’Barra)
- 2007: Deady: Big in Japan

### Książki
- 2004: What Is Goth - Music, Makeup, Attitude, Apparel, Dance, and General Skullduggery
- 2005: Paint It Black - A Guide to Gothic Homemaking
- 2012: Call of the Jersey Devil
- 2014: The Legend of Candy Claws
- 2015: Fifty Shades of Greys

## Dyskografia
- 1998: The Devil’s Bris
- 2000: Almost Human
- 2001: Banned on Vulcan
- 2002: Boo Hoo
- 2004: Then And Again
- 2004: Deady Sings!
- 2006: Zombie Prostitute...
- 2006: Live!
- 2007: Ooky Spooky
- 2008: To the Bottom of the Sea
- 2010: Spooky Songs for Creepy Kids
- 2010: Hate Lives in a Small Town
- 2011: Riding a Black Unicorn Down the Side of an Erupting Volcano While Drinking from a Chalice Filled with the Laughter of Small Children!
- 2012: BiTrektual
- 2014: Raised By Bats
- 2017: Heart-Shaped Wound
- 2019: What Are the Oddz?
- 2022: The Black Labyrinth / A Requiem For the Goblin King

### Składanki
- 1998: Unquiet Grave #3 (utwór: remiks The Man Upstairs)
- 2000: Promo 11 (utwór: Anastasia)
- 2001: Promo 12 (utwór: Anastasia)
- 2001: Tori Amos Tribute: Songs of a Goddess (utwór: Caught a Lite Sneeze)
- 2002: Promo 17 (utwór: The Vampire Club)
- 2002: Projekt: Gothic (utwór: When You're Evil)
- 2003: Projekt: The New Face of Goth (utwory: Brains! i Goodnight Demonslayer)
- 2003: Promo 21 (utwór: The Vampire Club)
- 2004: Strange as Angels (utwór: Lovesong)
- 2004: Holiday Single 1 (utwór: Peace in the Holy Land, wspólnie z zespołem Unto Ashes)
- 2004: Promo 20 (utwór: The Vampire Club)
- 2004: Promo 23 (utwór: The Vampire Club)
- 2005: Dark Noel (utwór: Peace in the Holy Land, wspólnie z zespołem Unto Ashes)
- 2006: Where's Neil When You Need Him? (utwór: Come Sweet Death, wspólnie z zespołem The Oddz)
- 2006: The Projekt Almost Free CD (utwór: Cannibal Buffet (Promo Mix))
- 2006: CONTAMINATION: A Tribute to David Bowie (utwór: China Girl)
- 2007: Almost Free CD 2007.1 (utwór: Zombie Prostitute)